# Keyseria benjamini
Keyseria benjamini è un terapside estinto, appartenente ai dicinodonti. Visse nel Permiano superiore (circa 254 - 252 milioni di anni fa) e i suoi resti fossili sono stati ritrovati in Sudafrica.

## Descrizione
Questo animale era di taglia medio - piccola se rapportato ad altri dicinodonti simili: non raggiungeva il metro di lunghezza. Era dotato, come tutti i suoi simili, di un robusto becco simile a quello di una tartaruga, che nell'animale in vita era verosimilmente provvisto di un rivestimento di cheratina. Dietro a questo becco, nella mascella superiore, erano presenti due zanne leggermente ricurve simili a canini. 
Keyseria era caratterizzato da una barra intertemporale molto larga, con ampia esposizione delle ossa parietali e notevolmente allargata posteriormente. Il forame pineale era molto largo; le arcate zigomatiche erano dotate di un margine laterale concavo anteriormente e fortememte convesso posteriormente. Era presente una cresta molto sviluppata sulla sutura laterale premascellare-mascellare, e un paio di protuberanze ovoidali sovrastavano le narici esterne. Era inoltre presente una cresta postcaniniforme, mentre il processo caniniforme era caratterizzato anteriormente da una sorta di insenatura ben sviluppata. 

## Classificazione
Keyseria è considerato un membro relativamente derivato dei dicinodonti, il grande gruppo di terapsidi dalle abitudini erbivore diffusi tra il Permiano e il Triassico. In particolare, un'analisi cladistica pubblicata nel 2013 ha indicato Keyseria come un membro basale di un clade noto come Cryptodontia, comprendente altri dicinodonti permiani come Oudenodon, Tropidostoma, Rhachiocephalus e i Geikiidae (Kammerer et al., 2013).
I primi fossili di questo animale vennero ritrovati nel Karroo in terreni del Permiano superiore (l'orizzonte stratigrafico attualmente noto come "zona a Daptocephalus"), e vennero descritti inizialmente da Robert Broom nel 1948 come una nuova specie di Dicynodon (D. benjamini). Solo nel 2011 una riclassificazione dei vari esemplari attribuiti a Dicynodon ha permesso di riconoscere che le caratteristiche di questa specie erano tali da permettere l'istituzione di un nuovo genere, Keyseria (Kammerer et al., 2011).